# 1977–1978-as csehszlovák labdarúgó-bajnokság (első osztály)
A csehszlovák 1. liga 1977-78-as szezonja volt a bajnokság 52. kiírása. 16 csapat küzdött a bajnoki címért: 8 cseh és 8 szlovák. A bajnok első alkalommal a Zbrojovka Brno lett. A gólkirály a bajnokcsapat játékosa Karel Kroupa lett 20 góllal.

## Végeredmény
| #  | Csapat                | J  | Gy | D  | V  | Rg | Kg | Gk  | P  | Megjegyzés               |
| -- | --------------------- | -- | -- | -- | -- | -- | -- | --- | -- | ------------------------ |
| 1  | Zbrojovka Brno        | 30 | 18 | 7  | 5  | 64 | 25 | +39 | 43 | Bajnok, 1978–1979-es BEK |
| 2  | Dukla Praha           | 30 | 19 | 3  | 8  | 73 | 33 | +40 | 41 | 1978–1979-es UEFA-kupa   |
| 3  | Lokomotíva Košice     | 30 | 17 | 5  | 8  | 53 | 34 | +19 | 39 | 1978–1979-es UEFA-kupa   |
| 4  | Slavia Praha          | 30 | 11 | 12 | 7  | 39 | 37 | +2  | 34 |                          |
| 5  | Sklo Union Teplice    | 30 | 11 | 11 | 8  | 28 | 34 | -6  | 33 |                          |
| 6  | Bohemians Praha       | 30 | 12 | 8  | 10 | 36 | 32 | +4  | 32 |                          |
| 7  | Tatran Prešov         | 30 | 11 | 8  | 11 | 45 | 40 | +5  | 30 |                          |
| 8  | Slovan Bratislava     | 30 | 11 | 7  | 12 | 53 | 46 | +7  | 29 |                          |
| 9  | Spartak Trnava        | 30 | 8  | 12 | 10 | 26 | 31 | -5  | 28 |                          |
| 10 | Baník Ostrava         | 30 | 11 | 6  | 13 | 35 | 41 | -6  | 28 | 1978–1979-es KEK         |
| 11 | Jednota Trenčín       | 30 | 13 | 2  | 15 | 39 | 46 | -7  | 28 |                          |
| 12 | Škoda Plzeň           | 30 | 12 | 2  | 16 | 29 | 42 | -13 | 26 |                          |
| 13 | Dukla Banská Bystrica | 30 | 9  | 8  | 13 | 32 | 46 | -14 | 26 |                          |
| 14 | Sparta Praha          | 30 | 9  | 7  | 14 | 29 | 49 | -20 | 25 |                          |
| 15 | Inter Bratislava      | 30 | 6  | 10 | 14 | 30 | 46 | -16 | 22 |                          |
| 16 | ZVL Žilina            | 30 | 5  | 6  | 19 | 29 | 58 | -29 | 16 | Kiesett                  |

A bajnok Zbrojovka Brno játékosai
Eduard Došek (1/0/0), Josef Hron (30/0/11) – Miroslav Bureš (7/1), Libor Došek (13/0), Karel Dvořák (27/2), Jiří Hajský (14/0), Jiří Hamřík (5/0), Petr Janečka (30/13), Karel Jarůšek (26/7), Jan Klimeš (20/0), Jan Kopenec (30/8), Vítězslav Kotásek (30/6), Karel Kroupa (30/20), Josef Mazura (29/0), Josef Pešice (30/4), Jaroslav Petrtýl (9/0), Josef Pospíšil (9/0), Jindřich Svoboda (16/2), Rostislav Václavíček (30/0).
Edző: Josef Masopust, segédedzők Viliam Padúch (egész idény) és František Harašta (tavaszi idény)
Az ezüstérmes Dukla Praha játékosai
Jaroslav Netolička (28/0/9), Zdeněk Sork (2/0/2) – Ivan Bilský (30/9), Jozef Čapkovič (3/0), Jan Fiala (29/1), Miroslav Gajdůšek (30/9), Josef Jarolím (4/0), Tomáš Kříž (10/2), Luděk Macela (30/3), Zdeněk Nehoda (30/14), Josef Novák (10/0), Stanislav Pelc (29/18), Oldřich Rott (30/4), Václav Samek (28/1), Zdeněk Ščasný (5/0), František Štambachr (28/0), Miroslav Turianik (1/0), Ladislav Vízek (29/11).
Edző: Jaroslav Vejvoda, segédedző: Jan Brumovský
A bronzérmes Lokomotíva Košice játékosai
Jozef Gašpar (1/0/0), Stanislav Seman (30/0/9) – Marián Černický (11/0), Vladimír Dobrovič (29/2), Gejza Farkaš (28/3), Peter Fecko (28/5), Peter Jacko (25/4), Józsa László (25/19), Ján Kozák (30/9), Jozef Lesňák (3/0), Ondrej Mantič (30/0), Móder József (30/2), Pavol Pencák (12/0), Pavol Pizúr (1/0), Jiří Repík (12/0), Jozef Suchánek (25/0), Dušan Ujhely (29/6), Ľudovít Žitnár (29/3).
Edző: Michal Baránek, segédedző: Ján Paulinský